# Koyama Keizō

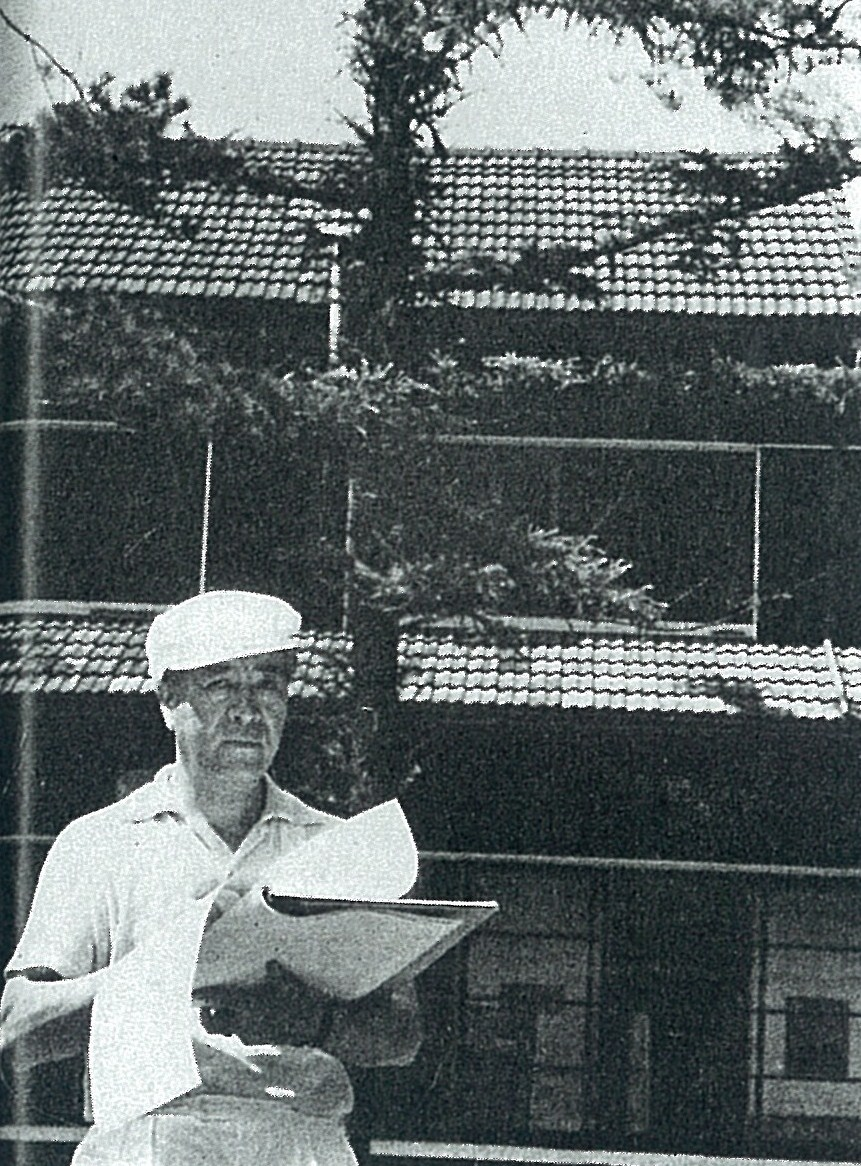
Koyama Keizō, 1960

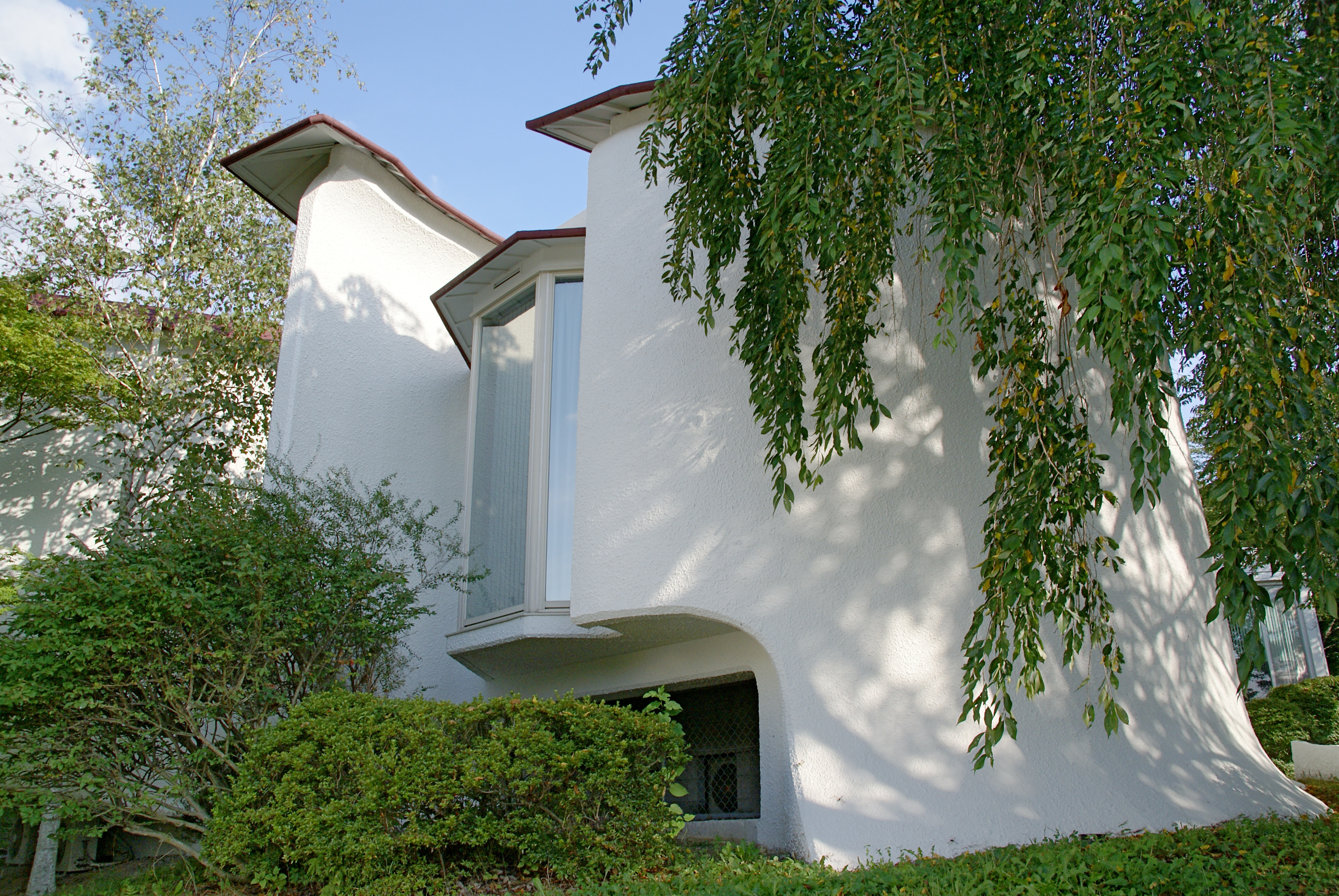
Koyama-Museum in Komoro

Koyama Keizō (japanisch 小山 敬三; geb. 11. August 1897 in Komoro (Präfektur Nagano); gest. 7. Februar 1987) war ein japanischer Maler im  Yōga-, also im westlichen Stil der Taishō- und Shōwa-Zeit.

## Leben und Werk
Koyama besuchte in Tokio das Keiō-Gijuku-Kolleg, die Vorgängereinrichtung der heutigen Keiō-Universität, verließ  es aber ohne Abschluss und begann ein Studium Malerei an der Kawabata Kunstschule (川端画学校, Kawabata Gagakkō) unter Fujishima Takeji. 1918 wurden Arbeiten von ihm für die fünfte Nikakai-(二科会)-Ausstellung und für die fünfte Ausstellung für Malerei im westlichen Stil am Nihon Bijutsuin angenommen. Im selben Jahr schrieb er sich auch im Nihon Bijutsu-in ein.
Auf Rat des Novelisten Shimazaki Tōson ging Koyama 1920 nach Frankreich und studierte an der Académie Colarossi unter Charles Guérin. Im Jahr darauf wurde er als Gastmitglied in der Künstlervereinigung Shun’yō-kai (春陽会) aufgenommen. Im Salon d’Automne konnte er sein Bild „Bretagne“ (ブルターニュ, Burutānyu) zeigen. 1924 wurde er Mitglied in der Shun’yō-kai und 1927 hatte er seine erste Einzelausstellung in der Galerie Vallenne in Paris. Die französische Regierung erwarb sein Bild „Hügel in Kastilien“ (カステヤの丘, Kasuteya no oka).
1928 kehrte Koyama nach Japan zurück, verließ 1933 die Shun‘yō-kai und wurde Mitglied in der Nikakai. Auch diese verließ er 1939. Zusammen mit Ishii Hakutei, Arishima Ikuma und anderen gründete er die Issui-kai (一水会).
Nach dem Krieg zeigte er seine Arbeiten auf der Nitten-Ausstellung, wo er 1959 für sein Bild „Burg Himeji im Frühsommer“ (初夏白鷺城, Shoka Shirasagi-jō) und „Burg Himeji“ (白鷺城, Shirasagi-jō) auf der Nitten ausgezeichnet wurde. Für die Nitten war er auch als Juror, Verwalter und schließlich als Ratgeber tätig. 1960 wurde er Mitglied der Japanische Akademie der Künste. 1970 wurde er für seine kulturellen Verdienste geehrt und 1975 mit dem Kulturorden ausgezeichnet.
1975 errichtete Koyamas Geburtsstadt Komoro für ihn ein Museum, das „Städtische Koyama-Keizō-Kunstmuseum Koromo“ (小諸市立小山敬三美術館, Komoro shiritsu Koyama Keizō bijutsukan).
Zu Koyamas bekannte Werken gehören die „Brücke von Toledo“ (アルカンタラの橋, Arukantara no hashi), 1927 und das „Portrait einer Frau“ (婦人像, Fujin-zō; 1951). Bekannt sind auch seine Bilder, die den Vulkan Asama zeigen, wobei er sich da der Flächigkeit des Nihonga-Stils näherte. – 1950 erschien seine Übersetzung von Vollards Souvenirs d'un marchand de tableaux unter dem Titel Gashō no omoide (画商の想い出).